# ساکاروک
ساکاروک یا ساکارولی. نامی که تاریخ‌دانان یونانی (مثلاً استرابو) در مورد قومی از سکاها، از باجگزاران هخامنشیان که داریوش بزرگ نام آنان را در سنگ‌نبشتهٔ نقش رستم سَک‌هئومَ وَرک یاد کرده و اکنون این عقیده قوت یافته که این قوم همان تخاری‌ها بوده‌اند.

## منبع
- ایران باستان ج ۳ ص ۲۲۶۲